# 梁凱晴 (台灣)
梁凱晴（英語：Nina Liang Kaiqing，1996年8月21日—），臺灣電視主持人及 YouTuber，曾為無綫電視台灣製作中心旗下藝員。

## 背景
梁凱晴從小在臺灣長大，父親是來自香港的移民，媽媽則是臺灣人，因此会说廣東話，亦帶有臺灣口音，成為梁凱晴獨特的廣東話。她曾就讀臺北市立第一女子高級中學，之後就讀國立政治大學阿拉伯語文學系，是政大肚皮舞社社長，也曾領取中東科威特大學獎學金到當地留學一年。她曾在2017年臺北世界大學生運動會開幕禮中表演，隨後於社交網站看見朋友轉發有關無綫電視徵求美食節目主持人的貼文，於是嘗試應徵，結果反而獲挑選成為旅遊節目《3日2夜》主持之一；2018年在學中便正式涉足演藝圈，加入無綫電視台灣製作中心，亦開始經營 YouTube 頻道「梁凱晴Nina」，分享旅遊生活及烹飪教學。
梁凱晴起初曾被家人反對入行，但她認為可以透過表演和主持，重新認識自己且發揮潛能，故此選擇繼續當藝人，並主持多個旅遊或飲食節目（J2），當中以《背包女行》及《這一站阿拉伯》較為人所認識；2020年起在臺灣擔任《東張西望》外景記者，採訪口罩短缺情況時亦受到網民注目。2022年8月，她透過社交網站宣佈離開無綫電視，又於同年9月修讀格拉斯哥大學市場學理學碩士課程，同年11月開始替香港有線電視或 HOY TV 拍攝旅遊節目。

## 演出作品

### 主持節目
| 首播         | 節目名             | 備註                                                                     |
| Youtube      |                    |                                                                          |
| 2024年       | 外資超錢線         | 與張貽程分析師頻道合作                                                   |
| 無綫電視     |                    |                                                                          |
| 2017年       | 3日2夜             | 第三輯 第20、21集「臺南篇」 與陳睿雯合作                                 |
| 2018年       | 新春辦年貨         | 台灣特派主持（第8 - 10集）                                               |
| 2018年       | 玩創台灣           | 第二輯；與劉子碩、張安特、鄭書孟、蕭涵方、蕭新亭合作                     |
| 2018年       | 出走地圖           | 第一輯；與牟韻潔、蕭涵方、蘇子芸合作                                     |
| 2018年       | 就是愛美麗         | 第二、三輯；與沈韋汝、牟韻潔合作                                         |
| 2018年       | 台灣紅什麼         | 第三輯；同蕭涵方合作                                                     |
| 2018年       | 有種娛樂           | 與蔡頤榛、蕭新亭、鄭書孟、蘇子芸合作                                     |
| 2019至2022年 | 東張西望           | 台灣外景主持                                                             |
| 2019年       | 背包女行           | 第一、二輯；與吳心如、李采妮、許綽婷、陳瑜心、楊筑晶、蕭涵方、方姿懿合作       |
| 2019年       | 少女心是什麼       | 個人主持                                                                 |
| 2019年       | 背包女行           | 第二輯；與蕭涵方、方姿懿、蘇子芸、陳瑜心合作                             |
| 2019年       | 台灣潮點圖鑑       | 第一、二輯；與朱祐宏、呂奇家、林玉書、許綽婷、蕭涵方、蕭新亭、蘇子芸合作 |
| 2019年       | 跟我點餐吧         | 與朱祐宏、鄭書孟、蕭涵方合作                                             |
| 2019年       | 台灣原味道         | 與譚玉瑛、吳幸美、區永權、孔德賢合作                                     |
| 2020年       | 小滋女孩過年攻略   | 與譚凱螢合作                                                             |
| 2020年       | 出走地圖           | 第三輯；與牟韻潔、蘇子芸合作                                             |
| 2020年       | 這一站阿拉伯       | 個人主持                                                                 |
| 2020年       | 小滋女孩           | 第四輯                                                                   |
| 2020年       | 漫遊森呼吸         | 個人主持                                                                 |
| 2020年       | 台灣原味道         | 第二輯；與韋汝、譚凱螢、朱祐宏合作                                       |
| 2021年       | 尋味行             | 與宋婭彤及邵珮詩合作                                                     |
| 2021年       | 玩起來             | 第二輯（第1 - 9、18 - 19集）                                             |
| 2021年       | 跟住去旅行         | 第2 - 4集                                                                |
| 2021年       | 涼浸浸去旅行       | 與合作                                                                   |
| 2021年       | 台灣直送           | 個人主持                                                                 |
| HOY TV       |                    |                                                                          |
| 2022年       | 亞洲TOP TEN 台灣篇 | 個人主持                                                                 |
| 2023年       | 杭州限定旅團       | 與方泳琳及陳紫萱合作                                                     |
| 2024年       | 深圳地圖2          | 與馬曉晴、樂翊榆主持                                                     |
| ViuTV        |                    |                                                                          |
| 2024年       | 穿越阿拉伯         | 與陳安立合作                                                             |

### 綜藝節目
| 首播     | 節目名            | 備註              |
| 無綫電視 |                   |                   |
| 2017年   | #後生仔去台灣傾吓偈 | 固定演出          |
| 2017年   | 2018無綫節目巡禮  | 固定嘉賓          |
| 2018年   | Do姐有問題        | 第二輯；問題專員  |
| 2019年   | Do姐有問題        | 第三輯；問題專員  |
| 2019年   | 眼睛去旅行        | 演出第6、11、17集 |
| 2019年   | #後生仔傾吓偈       | 第442 - 444集嘉賓 |
| 2020年   | #溫哥華後生仔傾吓偈 | 固定演出          |
| HOY TV   |                   |                   |
| 2024年   | 臥底服務團        | 演出（臥底）      |

### 音樂錄像
| 年份   | 歌名       | 歌手       |
| 2017年 | 遙不可及   | 胡鴻鈞     |
| 2018年 | 從未說起   | HANA菊梓喬 |
| 2020年 | 似水流年   | 吳若希     |
| 2020年 | 凡人不懂愛 | 胡鴻鈞     |

### 廣告
| 年份   | 內容                         |
| 2021年 | 愛睿希「倍淨空氣淨化器」     |
| 2021年 | 康舒科技「環保企業形象影片」 |
| 2021年 | 將捷集團「淡水觀光形象影片」 |

## 外部連結
- 梁凱晴的Facebook專頁
- 梁凱晴的Instagram帳戶